# Córka Robrojka
Córka Robrojka – jedenasty tom cyklu Jeżycjada. Powieść autorstwa Małgorzaty Musierowicz, z ilustracjami autorki, wydana w 1996.

## Krótko o treści
Akcja książki toczy się w Poznaniu, między 12 lipca a 2 września 1996 roku. Bohaterka to Arabella Rojek (Bella) – szesnastoletnia dziewczyna o bardzo romantycznym i egzotycznym imieniu, pozostającym w sprzeczności z jej zdrowym rozsądkiem i zamiłowaniem do konkretu. Bisia  – jak zdrobniale nazywa ją ojciec – ma talent do nauk ścisłych i z pasją trenuje karate. Jest córką Roberta Rojka, czyli Robrojka - dawnego wielbiciela Anieli Żeromskiej, który po latach bycia przez nią odtrącanym i pogardzanym ożenił się z flecistką. Artystka jednak wkrótce zmarła, osierocając malutką Bellę. Oszukany przez wspólnika Robrojek po plajcie firmy wraca z Łodzi do Poznania i zatrudnia się u dawnego kolegi Majchrzaka - niesympatycznego, zarozumiałego nuworysza. Bella przenosi się do niego i szybko nawiązuje nowe ciekawe znajomości: z dziwnym synem Majchrzaków, który nie rozstaje się ze swoją kamerą i młodym sąsiadem, który toczy z nim wieczną wojnę podjazdową. Bella, dowiadując się o dawnej miłości ojca, odczuwa zazdrość i nie zamierza dopuścić do ich spotkania. Przed domem Majchrzaków zaś, nieświadoma, że mieszka tu przyjaciel ze szkolnych lat, codziennie spaceruje z wózkiem Ida Borejko, zawczasu wtłaczając swemu synkowi Józinkowi do głowy wiedzę o świecie i dziwiąc się niezmiernie małomówności swego potomka. W tej powieści śledzimy rozwijającą się miłość Natalii Borejko i Robrojka.

## Bohaterowie
- Arabella (Bella) Rojek – główna bohaterka, córka Roberta.

- Robert Rojek (Robrojek) – ojciec Belli, przyjaciel Gabrysi znany z głównie z Kłamczuchy i Kwiatu kalafiora.

- Cezary Majchrzak (Przeszczep) – syn znajomego Roberta, który wynajął mu domek w ogrodzie; miłośnik uprawy róż, zakochany w Belli.

- Mateusz – sąsiad Czarka.

- Natalia (Nutria) Borejko – zaprzyjaźnia się z Robertem.

- Gabrysia Stryba – jedna z sióstr Borejko, matka Róży, Laury i Motyla.

- Ida Pałys – druga z sióstr Borejko.

- Józef Pałys (Józinek) – syn Idy.

- Ignacy Grzegorz (Motyl) Stryba – syn Gabrysi.

- Grzegorz Stryba – mąż Gabrysi, ojciec Motyla.

## Fikcja literacka
Opisywana przez autorkę wieża spadochronowa w Parku Sołackim w Poznaniu została rozebrana ok. roku 1974, a zatem w czasach, gdy rozgrywa się akcja powieści, już nie istniała.